# هانيلوره كول
هانيلور كول (بالألمانية: Hannelore Kohl )‏ (و. 1933 – 2001 م) هي مؤولة ألمانية، ولدت في برلين، توفيت في لودفيغسهافن، عن عمر يناهز 68 عاماً، بسبب جرعة زائدة.

## جوائز
حصلت على جوائز منها:
- نيشان صليب قائد فرسان من رتبة استحقاق جمهورية ألمانيا الاتحادية (1999)
- نيشان الاستحقاق لراينلند بالاتينات.

## وصلات خارجية
- هانيلوره كول على موقع IMDb (الإنجليزية)
- هانيلوره كول على موقع مونزينجر (الألمانية)
- هانيلوره كول على موقع كينوبويسك (الروسية)

- هانيلوره كول في قاعدة بيانات الأفلام على الإنترنت